# Moss Landing
Moss Landing (voorheen Moss) is een plaats (census-designated place) in de Amerikaanse staat Californië, die bestuurlijk gezien onder Monterey County valt. Moss Landing bevindt zich 24 jm ten noordnoordoosten van Monterey op een hoogte van zo'n 3 meter. Het plaatsje ligt aan de Baai van Monterey, aan de monding van de Elkhorn Slough en aan het hoofd van de Monterey Canyon. De volkstelling van 2010 heeft de bevolking vastgesteld op 204 inwoners; terwijl er in 2000 nog 300 bewoners waren.
De Moss Landing Marine Laboratories van de California State University alsook het Monterey Bay Aquarium Research Institute hebben hun hoofdzetel in Moss Landing. De Moss Landing Power Plant is het bekendste oriëntatiepunt en is op heldere dagen zichtbaar vanuit Santa Cruz en Monterey.

## Demografie
Bij de volkstelling in 2010 werd het aantal inwoners vastgesteld op 204. Er wonen 130,6 mensen per vierkante kilometer. 73% van de bevolking is blank, terwijl 3,4% zwart is en 1% Aziatisch. Daarnaast is 0,5% van indiaanse origine en komt 0,5% van de eilanden in de Stille Oceaan. 14,7% is van andere rassen en 6,9% van twee of meer rassen. In totaal identificeert 22,5% van de bevolking zich als zijnde Hispanic.

## Geografie
Volgens het United States Census Bureau beslaat de plaats een oppervlakte van
1,6 km², waarvan 1,1 km² land en 0,5 km² water. Moss Landing ligt op ongeveer 7 meter boven zeeniveau.

### Fotogalerij

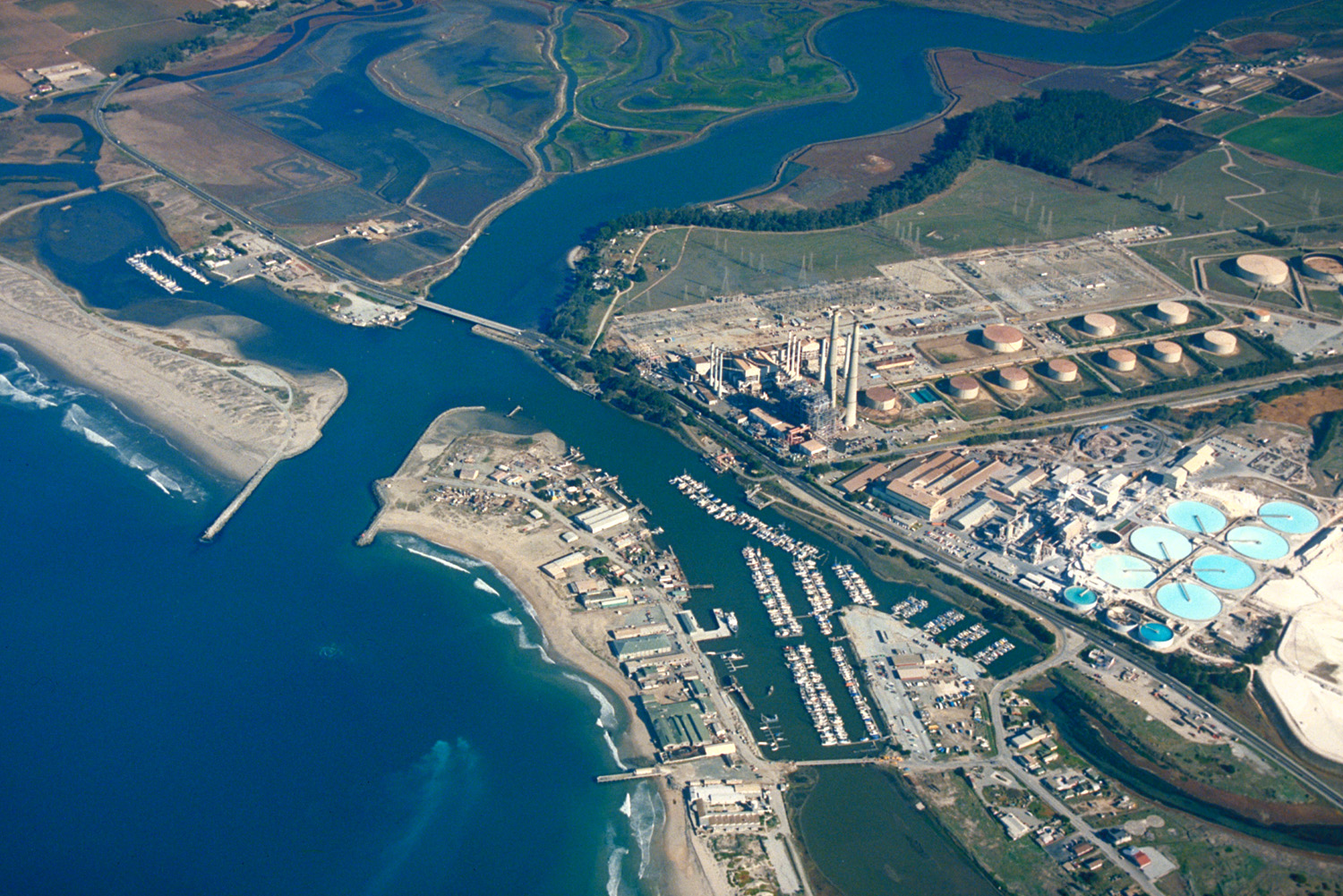
Luchtfoto
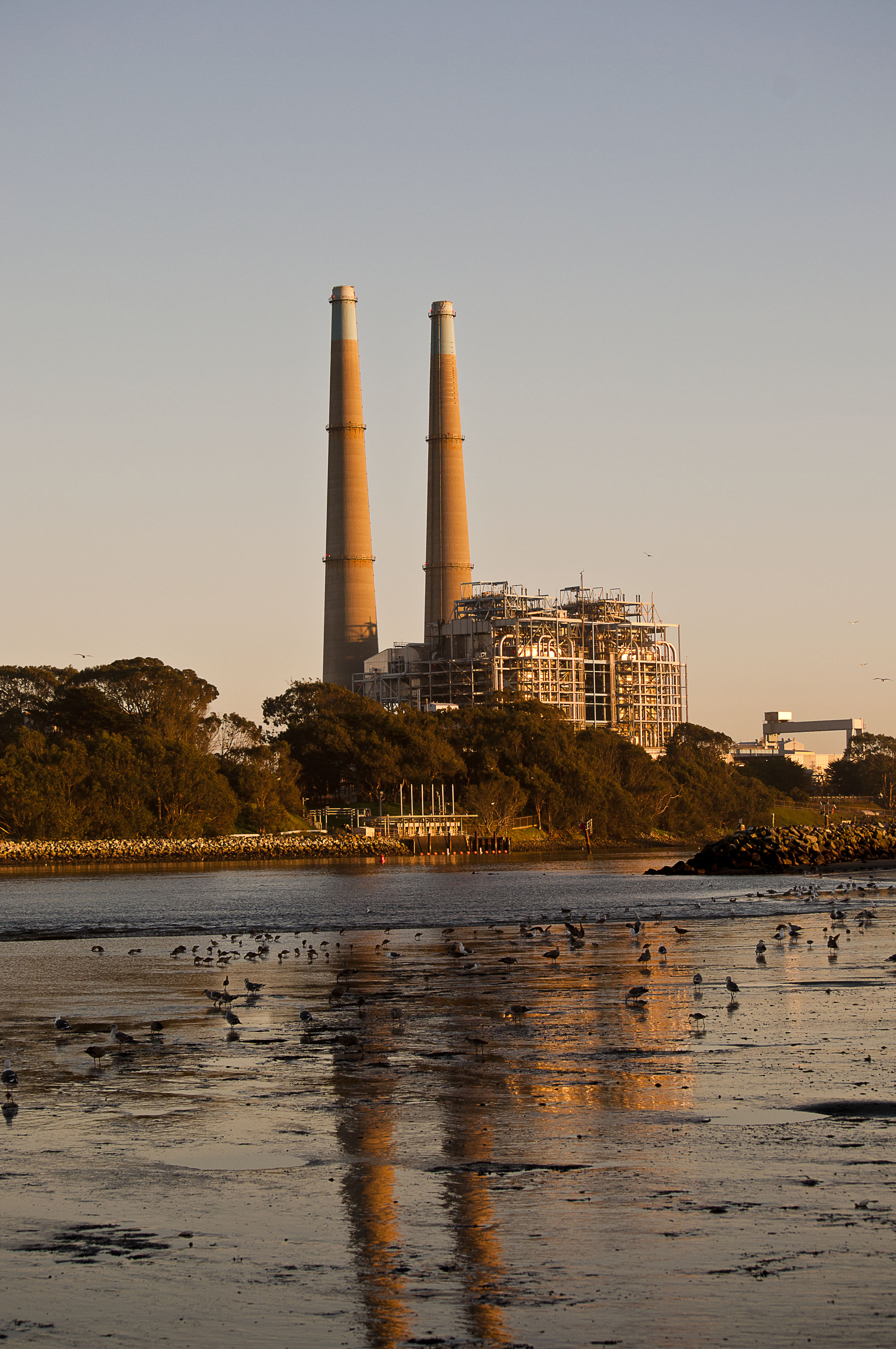
Moss Landing Power Plant

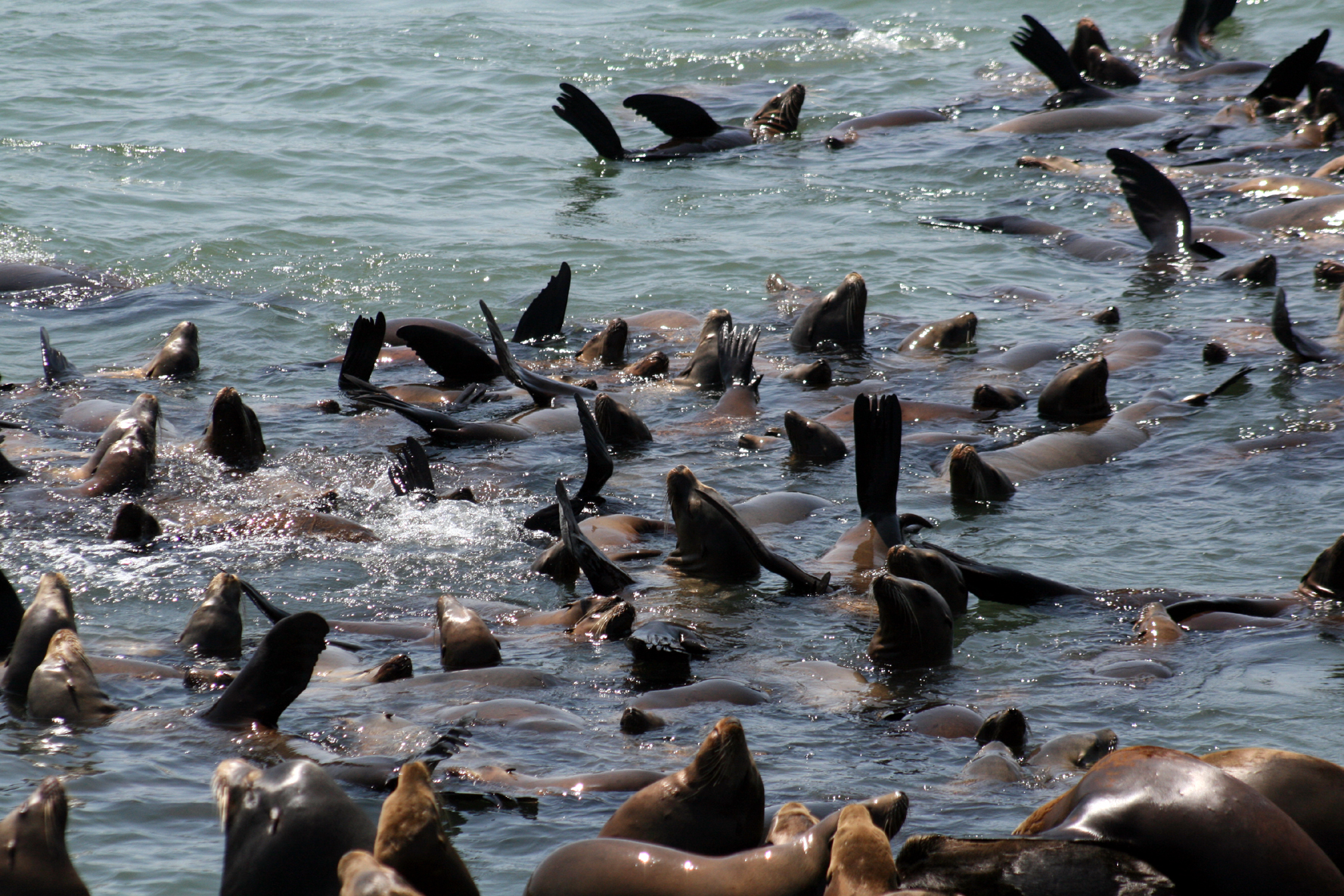
Californische zeeleeuwen in Moss Landing
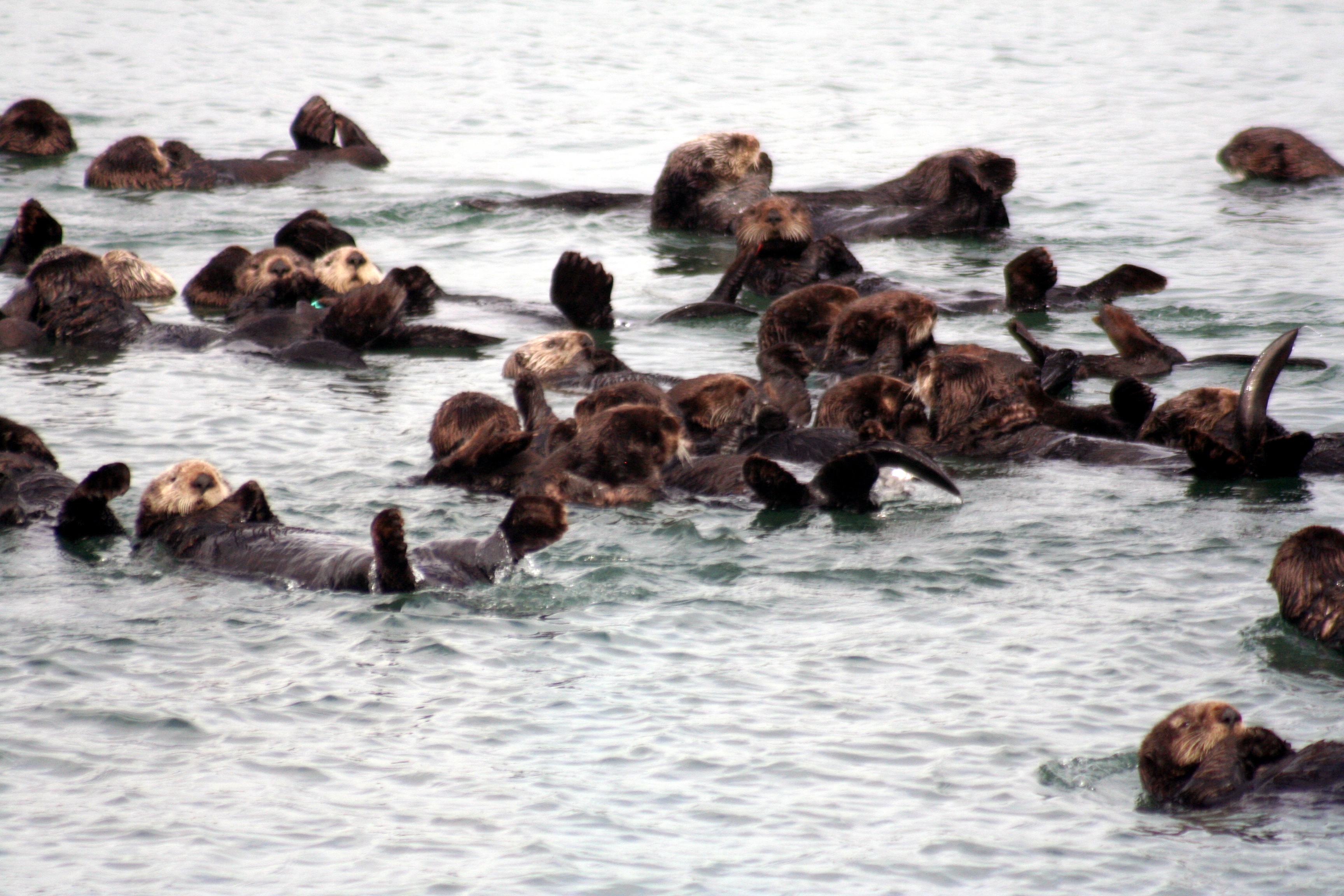
Zeeotters in Moss Landing

### Plaatsen in de nabije omgeving
De onderstaande figuur toont nabijgelegen plaatsen in een straal van 16 km rond Moss Landing.